# 24 Hours of Spa 2015
24 Hours of Spa 2015 – 24-godzinny wyścig samochodowy na torze Circuit de Spa-Francorchamps w miejscowości Stavelot w Belgii. Zawody odbyły się w dniach 25–26 lipca 2015.

## Wyniki zawodów

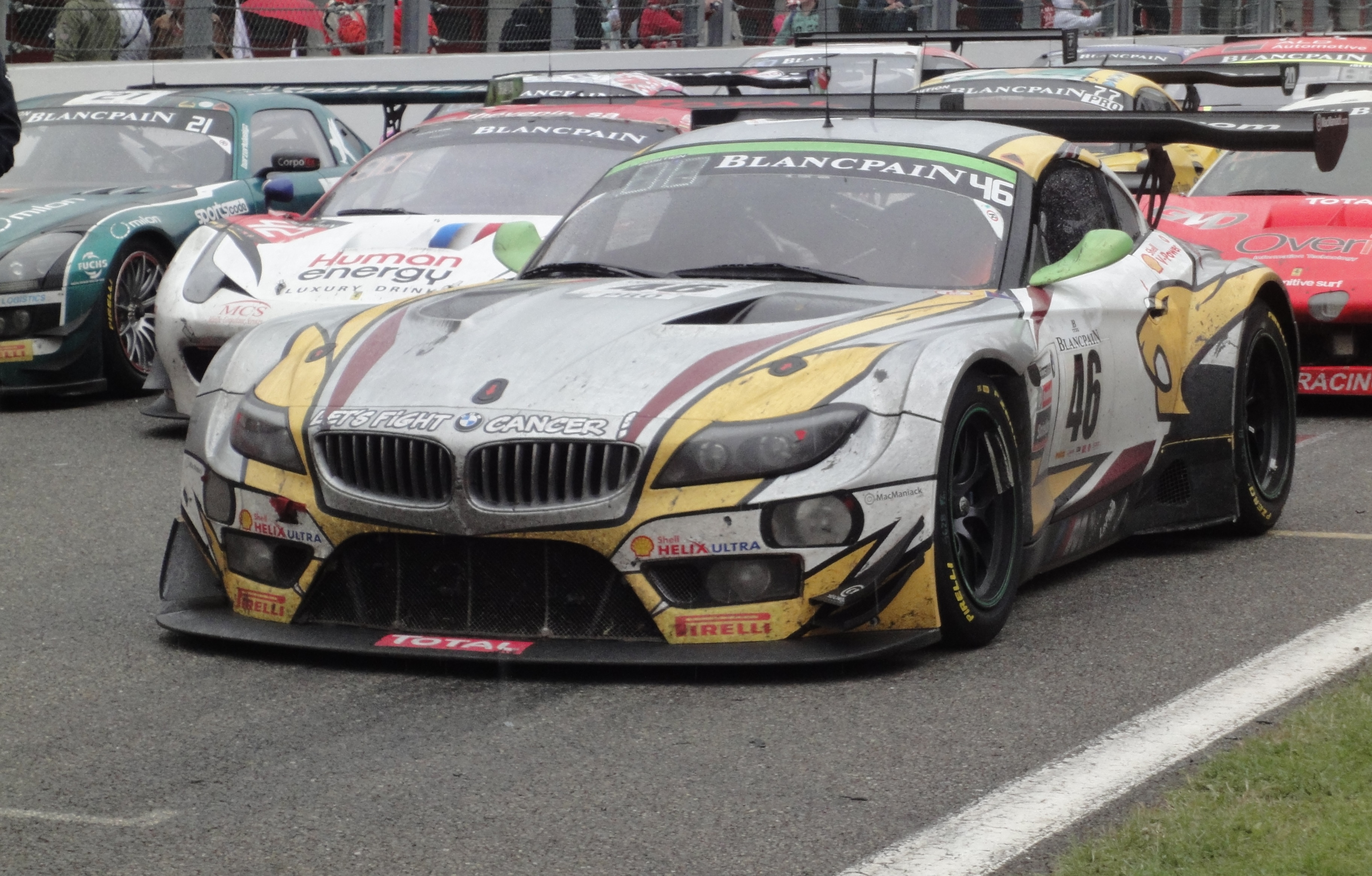
Samochody po wyścigu

| Poz. | Klasa      | Nr  | Drużyna                         | Kierowcy                                                                   | Okrążeń |
| ---- | ---------- | --- | ------------------------------- | -------------------------------------------------------------------------- | ------- |
| 1    | Pro Cup    | 46  | BMW Sports Trophy Team Marc VDS | Markus Palttala Lucas Luhr Nick Catsburg                                   | 536     |
| 2    | Pro Cup    | 2   | Audi Sport Team WRT             | Frank Stippler Nico Müller Stéphane Ortelli                                | 535     |
| 3    | Pro Cup    | 5   | Audi Sport Phoenix Racing       | Christian Mamerow Christopher Mies Nicki Thiim                             | 534     |
| 4    | Pro-Am Cup | 47  | AF Corse                        | Alessandro Pier Guidi Pasin Lathouras Stéphane Lemeret Gianmaria Bruni     | 531     |
| 5    | Pro Cup    | 6   | Audi Sport Phoenix Racing       | Marcel Fässler André Lotterer Mike Rockenfeller                            | 530     |
| 6    | Pro-Am Cup | 51  | AF Corse                        | Davide Rigon Duncan Cameron Matthew Griffin Francisco Guedes               | 529     |
| 7    | Pro-Am Cup | 79  | Ecurie Ecosse                   | Devon Modell Alasdair McCaig Oliver Bryant Alexander Sims                  | 527     |
| 8    | Pro-Am Cup | 78  | Team Russia by Barwell          | Leo Machitski Jon Minshaw Jonny Cocker Phil Keen                           | 527     |
| 9    | Pro Cup    | 84  | Bentley Team HTP                | Harold Primat Vincent Abril Mike Parisy                                    | 527     |
| 10   | Pro-Am Cup | 32  | Leonard Motorsport AMR          | Tom Onslow-Cole Stefan Mücke Stuart Leonard Michael Meadows                | 523     |
| 11   | Pro-Am Cup | 52  | AF Corse                        | Toni Vilander Adrien de Leener Cedric Sbirrazzuoli Raffaele Giammaria      | 521     |
| 12   | Pro Cup    | 21  | Black Falcon                    | Abdulaziz Al Faisal Hubert Haupt Yelmer Buurman                            | 520     |
| 13   | Pro Cup    | 77  | BMW Sports Trophy Team Brasil   | Cacá Bueno Sérgio Jimenez Felipe Fraga                                     | 516     |
| 14   | Am Cup     | 24  | Team Parker Racing              | Ian Loggie Julian Westwood Callum MacLeod Benny Simonsen                   | 513     |
| 15   | Pro Cup    | 23  | Nissan GT Academy Team RJN      | Alex Buncombe Katsumasa Chiyo Wolfgang Reip                                | 513     |
| 16   | Pro Cup    | 99  | Rowe Racing                     | Daniel Juncadella Nico Bastian Stef Dusseldorp                             | 511     |
| 17   | Am Cup     | 56  | Attempto Racing                 | Jürgen Häring Frank Schmickler Philipp Wlazik Dimitrios Konstantinou       | 511     |
| 18   | Pro Cup    | 59  | Von Ryan Racing                 | Bruno Senna Adrian Quaife-Hobbs Álvaro Parente                             | 511     |
| 19   | Am Cup     | 111 | Kessel Racing                   | Liam Talbot Stephen Earle Marco Zanuttini Marc Rostan                      | 510     |
| 20   | Am Cup     | 10  | AKKA ASP                        | Christophe Bourret Pascal Gibon Philippe Polette Jean-Philippe Belloc      | 510     |
| 21   | Pro Cup    | 1   | Belgian Audi Club Team WRT      | René Rast Laurens Vanthoor Markus Winkelhock                               | 508     |
| 22   | Am Cup     | 28  | Delahaye Racing Team            | Pierre-Etienne Bordet Alexandre Viron Emmanuel Orgeval Paul-Loup Chatin    | 504     |
| 23   | Am Cup     | 42  | Sport Garage                    | Christoff Corten Marc Guillot Tony Samon Christian Beroujon                | 504     |
| 24   | Pro-Am Cup | 333 | Rinaldi Racing                  | Marco Seefried Rinat Salikhov Stef Vancampenhoudt Norbert Siedler          | 503     |
| 25   | Pro Cup    | 9   | ROAL Motorsport                 | Timo Glock Alex Zanardi Bruno Spengler                                     | 500     |
| 26   | Pro-Am Cup | 22  | Nissan GT Academy Team RJN      | Olivier Pla Ricardo Sanchez Gaëtan Paletou Florian Strauss                 | 499     |
| 27   | Pro-Am Cup | 14  | Emil Frey Racing                | Fredy Barth Lorenz Frey Gabriele Gardel Jonathan Hirschi                   | 497     |
| 28   | Pro-Am Cup | 41  | Sport Garage                    | Gabriele Lancieri Gilles Vannelet Enzo Guibbert Eric Cayrolle              | 480     |
| 29   | Pro Cup    | 58  | Von Ryan Racing                 | Shane Van Gisbergen Rob Bell Kévin Estre                                   | 457     |
| 30   | Pro-Am Cup | 44  | Oman Racing Team                | Ahmad Al Harthy Daniel Lloyd Jonathan Adam Jonathan Venter                 | 444     |
| 31   | Pro Cup    | 45  | BMW Sports Trophy Team Marc VDS | Augusto Farfus Jr. Maxime Martin Dirk Werner                               | 399     |
| 32   | Am Cup     | 50  | AF Corse                        | Riccardo Ragazzi Alexander Moiseev Garry Kondakov Rui Águas                | 397     |
| Ret  | Pro Cup    | 63  | GRT Grasser Racing Team         | Giovanni Venturini Adrian Zaugg Mirko Bortolotti                           | 364     |
| Ret  | Am Cup     | 36  | Saintéloc Racing                | Michael Blanchemain Beniamino Caccia Philippe Haezebrouck Gilles Lallement | 361     |
| Ret  | Pro-Am Cup | 12  | TDS Racing                      | Mathias Beche Eric Dermont Henry Hassid Franck Perera                      | 353     |
| Ret  | Pro-Am Cup | 71  | GT Russian Team                 | Marko Asmer Aleksey Vasilyev Lewis Plato Indy Dontje                       | 319     |
| Ret  | Am Cup     | 30  | Classic and Modern Racing       | Christian Kelders Pierre Hirschi Jean-Luc Blanchemain Frederic Bouvy       | 319     |
| Ret  | Pro-Am Cup | 100 | DragonSpeed                     | Ryan Dalziel Henrik Hedman Elton Julian Anthony Lazzaro                    | 277     |
| Ret  | Pro Cup    | 8   | Bentley Team M-Sport            | Maximilian Buhk Andy Soucek Maxime Soulet                                  | 258     |
| Ret  | Pro-Am Cup | 18  | Black Falcon                    | Maro Engel Bernd Schneider Oliver Morley Sean Johnston                     | 226     |
| Ret  | Pro-Am Cup | 17  | Insight Racing Denmark          | Dennis Andersen Anders Fjordbach Martin Jensen                             | 198     |
| Ret  | Pro Cup    | 35  | Saintéloc Racing                | Grégory Guilvert Marc Basseng Edward Sandström                             | 179     |
| Ret  | Pro Cup    | 3   | Belgian Audi Club Team WRT      | Robin Frijns Stéphane Richelmi Jean-Karl Vernay                            | 178     |
| Ret  | Pro-Am Cup | 4   | Team WRT                        | James Nash Max Koebolt Pieter Schothorst Sacha Bottemanne                  | 157     |
| Ret  | Pro-Am Cup | 83  | Bentley Team HTP                | Fabian Hamprecht Louis Machiels Clemens Schmid Max van Splunteren          | 150     |
| Ret  | Pro Cup    | 19  | GRT Grasser Racing Team         | Fabio Babini Jeroen Mul Andrew Palmer                                      | 129     |
| Ret  | Pro Cup    | 7   | Bentley Team M-Sport            | Steven Kane Andy Meyrick Guy Smith                                         | 118     |
| Ret  | Pro Cup    | 29  | Black Falcon                    | Adam Christodoulou Andreas Simonsen Nico Verdonck                          | 106     |
| Ret  | Pro-Am Cup | 11  | Kessel Racing                   | Andrea Piccini Alessandro Bonacini Michał Broniszewski Michael Lyons       | 106     |
| Ret  | Pro-Am Cup | 888 | Triple Eight Racing             | Dirk Müller Lee Mowle Joe Osborne Ryan Ratcliffe                           | 94      |
| Ret  | Pro Cup    | 75  | ISR                             | Marco Bonanomi Filip Salaquarda Frédéric Vervisch                          | 76      |
| Ret  | Pro-Am Cup | 70  | GT Russian Team                 | Christophe Bouchut Kenneth Heyer Alexey Karachev Miguel Toril              | 60      |
| Ret  | Pro-Am Cup | 240 | BMW Racing Against Cancer       | Marc Duez Jean-Michel Martin Eric van de Poele Pascal Witmeur              | 42      |
| Ret  | Pro Cup    | 73  | MRS GT-Racing                   | Craig Dolby Martin Plowman Sean Walkinshaw                                 | 37      |
| Ret  | Pro-Am Cup | 53  | AF Corse                        | Marco Cioci Piergiuseppe Perazzini Enzo Potolicchio Michele Rugolo         | 36      |
| Ret  | Am Cup     | 15  | Boutsen Ginion                  | Olivier Grotz Karim Ojjeh Jordan Grogor Werner Hamprecht                   | 14      |
| Ret  | Am Cup     | 90  | Duqueine Engineering            | Romain Brandela Eric Clément Bernard Delhez Gilles Duqueine                | 7       |

Ret – retired, nie ukończył wyścigu.